# Libertville
Libertville es una localidad de Trinidad y Tobago, que forma parte de la región de Mayaro-Rio Claro.

## Geografía
La localidad abarca parte de la isla Trinidad y limita al norte con San Pedro, al sur con Poole y Río Claro, al este con Río Claro y al oeste con San Pedro (con la sección situada en la región de Couva-Tabaquite-Talparo) y Poole.

## Demografía
Datos demográficos de la localidad de Libertville:
| Gráfica de evolución demográfica de Libertville entre 2000 y 2011 |
|                                                                   |